# Sorkar & Strängar
Sorkar & Strängar är ett svenskt band som hämtat inspirationen från sagornas värld. De musikaliska influenserna är medeltida i kombination med irländsk, balkansk och nordisk folkmusik. Gruppen har gjort sig känd bland lajvare i Norden och det är främst där man har sina anhängare. Många av deras visor är berättande och utspelar sig i lajvföreningen Gyllene Hjortens kampanjvärld Erborigien.

## Medlemmar
- Anders Jackson - (svensk säckpipa och sång) (1992-)
- Håkan Lidén - (fiol, kretensisk lira, flöjter och sång)[3] (1992-)
- Martin Ahlman (mandola, mandolin och sång) (1992-)
- Patrik Tunberg (allehanda slagverk och sång) (1994-)
- Thomas Boqvist (månluta och sång) (1992-)
- Petter Åkeson (blåsinstrument och sång) (2002-)

## Historia
Fyra av gruppens fem medlemmar har spelat ihop sedan 1992, Håkan Lidén och Martin Ahlman hade dock spelat tillsammans sedan 1980 då de gick musiklinjen i Härnösand. 
I juni 1992 träffades Håkan Lidén, Anders Jackson och Thomas Boqvist på en midsommarfest, Stormidsommar 625, som arrangerades av Gyllene Hjorten i Gävle. Tillsammans med Lennart Wastesson skapade de musik under en vecka på det för tillställningen iscensatta värdshuset, då sammanlagt 21 visor komponerades. I augusti samma år spelade Lidén, Ahlman, Jackson och Wastesson på Gyllene Hjortens värdshus under medeltidsveckan i Visby. 
I augusti 1993 spelade Boqvist, Ahlman, Jackson och Lidén på medeltidsveckan i Visby, där tre låtar framfördes i  direktsändning på Radio Gotland. År 1994 återsamlades de under medeltidsveckan och spelade även då några låtar i direktsändning på Radio Gotland. Kvällen därpå anslöt bandets femte medlem, Patrik Tunberg (då Linberg). Det var under detta år bandet fick sitt namn.
I april 1995 spelade man in skivan Ätt i Piteå. År 1997 gav Hedningarna ut en egen version av låten "Drafur och Gildur" på skivan Hippjokk.
Under Gyllene Hjortens Stormidsommar 650, 2017 skrevs flera låtar, varav många är inspelade på CD Vägen till Brethlavi.

## Diskografi
- Ätt, (1995 kassett och 1998 CD)
- Statt opp å dänge, (1998 CD)
- Folk och fä, (2002 CD)
- Fäst i skogen, (2018 CD)
- Vägen till Brethlavi, (2023 CD)

En visbok med 210 låtar och visor gavs ut juli 2000. En ny version av boken, denna gång med 334 alster, gavs ut 2019.